# NGC 2772
NGC 2772 este o emission-line galaxy⁠(d) situată în constelația Busola. A fost descoperită în 23 ianuarie 1835 de către John Herschel. Se află la o distanță de 57,81 de megaparseci de Pământ.